# 110 meter häck för herrar i friidrott vid olympiska sommarspelen 1976
110 meter häck för herrar vid olympiska sommarspelen 1976 i Montréal avgjordes den 26-28 juli. 

## Medaljörer
| Gren           | Guld                 | Guld  | Silver                   | Silver | Brons                  | Brons |
| 110 meter häck | Guy Drut · Frankrike | 13,28 | Alejandro Casañas · Kuba | 13,33  | Willie Davenport · USA | 13,38 |

## Resultat
- Q innebär avancemang utifrån placering i heatet.
- q innebär avancemang utifrån total placering.
- DNS innebär att personen inte startade.
- DNF innebär att personen inte fullföljde.
- DQ innebär diskvalificering.
- NR innebär nationellt rekord.
- OR innebär olympiskt rekord.
- WR innebär världsrekord.
- WJR innebär världsrekord för juniorer
- AR innebär världsdelsrekord (area record)
- PB innebär personligt rekord.
- SB innebär säsongsbästa.
- w innebär medvind > 2,0 m/s

### Final
- Hölls den 28 juli 1976

| Placering | Final                       | Tid   |
| --------- | --------------------------- | ----- |
|           | Guy Drut (FRA)              | 13,30 |
|           | Alejandro Casañas (CUB)     | 13,33 |
|           | Willie Davenport (USA)      | 13,38 |
| 4.        | Charles W. Foster (USA)     | 13,41 |
| 5.        | Thomas Munkelt (GDR)        | 13,44 |
| 6.        | James Owens (USA)           | 13,73 |
| 7.        | Vjatjeslav Kulebjakin (URS) | 13,93 |
| 8.        | Viktor Mjasnikov (URS)      | 13,94 |

### Semifinaler
- Hölls den 28 juli 1976

| Placering | Heat 1                   | Tid   |
| --------- | ------------------------ | ----- |
| 1.        | Charles W. Foster (USA)  | 13,45 |
| 2.        | Thomas Munkelt (GDR)     | 13.48 |
| 3.        | Viktor Mjasnikov (URS)   | 13.70 |
| 4.        | James Owens (USA)        | 13.76 |
| 5.        | Berwyn Price (GBR)       | 13.78 |
| 6.        | Warren Parr (AUS)        | 13.88 |
| 7.        | Jean-Pierre Corval (FRA) | 13.97 |
| 8.        | Gianni Ronconi (ITA)     | 13.97 |

| Placering | Heat 2                      | Tid   |
| --------- | --------------------------- | ----- |
| 1.        | Alejandro Casañas (CUB)     | 13,34 |
| 2.        | Guy Drut (FRA)              | 13.49 |
| 3.        | Willie Davenport (USA)      | 13.55 |
| 4.        | Vjatjeslav Kulebjakin (URS) | 13.59 |
| 5.        | Frank Siebeck (GDR)         | 13.74 |
| 6.        | Arnaldo Bristol (PUR)       | 13.98 |
| 7.        | Giuseppe Buttari (ITA)      | 14.06 |
| 8.        | Ahmed Ishtiaq Mubarak (MAS) | 14.21 |

### Försöksheat
- Hölls den 26 juli 1972

| Placering | Heat 1                      | Tid   |
| --------- | --------------------------- | ----- |
| 1.        | Charles W. Foster (USA)     | 13,68 |
| 2.        | Berwyn Price (GBR)          | 13.82 |
| 3.        | Vjatjeslav Kulebjakin (URS) | 13.99 |
| 4.        | Jean-Pierre Corval (FRA)    | 14.00 |
| 5.        | Frank Siebeck (GDR)         | 14.01 |
| 6.        | Gianni Ronconi (ITA)        | 14.10 |
| 7.        | Abdoulaye Sarr (SEN)        | 14.20 |
| 8.        | Conrad Mainwaring (ANT)     | 15.54 |

| Placering | Heat 2                      | Tid   |
| --------- | --------------------------- | ----- |
| 1.        | Willie Davenport (USA)      | 13.70 |
| 2.        | Alejandro Casañas (CUB)     | 13.73 |
| 3.        | Guy Drut (FRA)              | 14.04 |
| 4.        | Arnaldo Bristol (PUR)       | 14.04 |
| 5.        | Ahmed Ishtiaq Mubarak (MAS) | 14.27 |
| 6.        | Stratos Vasileiou (GRE)     | 14.33 |
| 7.        | José Cartas (MEX)           | 14.56 |
| —         | Max Binnington (AUS)        | DNF   |

| Placering | Heat 3                    | Tid   |
| --------- | ------------------------- | ----- |
| 1.        | Thomas Munkelt (GDR)      | 13.69 |
| 2.        | Viktor Mjasnikov (URS)    | 13.81 |
| 3.        | Giuseppe Buttari (ITA)    | 13.88 |
| 4.        | Warren Parr (AUS)         | 14.02 |
| 5.        | James Owens (USA)         | 14.03 |
| 6.        | Danny Smith (BAH)         | 14.13 |
| 7.        | Daniel Taillon (CAN)      | 14.23 |
| 8.        | Saleh Mubarak Faraj (KUW) | 15.97 |